# Lampaseh Kota
Lampaseh Kota is een bestuurslaag in het regentschap Banda Aceh van de provincie Atjeh, Indonesië. Lampaseh Kota telt 1707 inwoners (volkstelling 2010).